# 藍色星球2
《蓝色星球2》（英語：Blue Planet II）是一部在2017年由英国广播公司自然历史部制作的有关海洋生物的自然纪录片。 与其2001年的前作《蓝色星球》一样，该片由自然主义者大衛·艾登堡做旁白及主持，主题音乐的乐谱由漢斯·季默创作。2017年10月29日首播，同步在英國廣播公司第一台和BBC Earth播出。

## 背景资料
该系列纪录片于2013年由英国广播公司宣布开拍，暂名为《海洋》，但后来改名为《蓝色星球2》，并在2017年2月19日发布。该片拍摄时间超过四年，摄制组在39个国家进行125次探险，并在大约4000次潜水中拍摄了超过6,000小时的水下俯冲镜头。
2018年2月1日， 文翠珊在她访问中国时向中国领导人习近平赠送了一盒《蓝色星球2》的DVD，并赠送了主持人戴維·阿滕伯勒撰写的私人信件，表达了和中国一同结束塑料污染的决心。

## 配乐
作曲家漢斯·季默为此系列片配乐。2017年9月，英国广播公司宣布英国摇滚乐队电台司令与漢斯·季默合作录制新版歌曲〈Bloom〉 ，即他们2011年的专辑《肢解树王》中的第一首歌。新的曲目〈Ocean Bloom〉与BBC音乐会管弦乐队并肩参与录制。Radiohead乐队主唱湯姆·約克在新闻发布会上表示：“〈Bloom〉本來就是受到原始蓝色星球系列的启发，因此能讓这首歌（的意義）能繼續循環下去，重新定義這個里程碑的序章，真的很棒。”

## 播出

### 英国电视台
该系列的首映式于2017年10月11日在布里斯托的Lux电影院举行，戴維·阿滕伯勒的特邀嘉宾与出品者和野生动物专家一起出席。过去60年来，布里斯托一直是BBC自然历史部纪录片首映地。 该系列片于2017年10月29日格林尼治时间20:00至21:00在英國廣播公司第一台上首播。前六集包括10分钟拍摄花絮“入蓝”。前一周的剧集会在下个的星期天的早些时候重播。该系列广受好评，并获得1410万的观看人数，为2017年英国的最高记录。

### 国际播出情况
英国广播公司向多家海外广播公司预售该系列节目，其中包括加拿大Blue Ant Media授权的BBC自然知性台、澳大利亚九號電視網)、新西蘭電視台、丹麥廣播公司、荷兰NPO、瑞典电视台、西班牙電信的BBC Earth专区、拉丁美洲探索頻道、英國廣播公司美國台、德国的西德廣播公司、法國電視台、中国腾讯视频和央视纪录频道。 该系列总共销往30多个国家。
此外，该纪录片在全球落地的BBC自然知性台播出，另外还在各国的电视频道播出。 2017年10月29日，该片在北欧地区和其他欧洲国家首次亮相。 在亚洲，该片从2017年10月30日起，每周一早上在新加坡标准时间04:05到05:05播出， 每周二晚上在新加坡标准时间20:00开始重播
在中国，首映式于2017年10月27日在上海华东师范大学举行，制片人Orla Doherty和《地球脉动2》的执行制作人Mike Gunton出席首映式。 该片于2017年10月30日起在腾讯视频上播出，逢周一更新。此外该片还在央视纪录频道从2017年11月6日起逢周一北京时间21:00左右播出，由武文旁述。
该片于2018年1月20日在加拿大和美国播出。在加拿大，它将由BBC自然知性台、Cottage Life和T+E频道的三台联播的形式进行播出。  在美国，该片的第一集于英國廣播公司美國台、AMC、IFC、WE tv和Sundance TV进行五台联播，而其余的集数在英國廣播公司美國台于每周六继续播出。
在澳大利亚，该片于2018年2月17日在Nine Network上首播。 在新西兰，它于2017年11月12日在TVNZ 1上首播。

## 每集内容
| 集數 | 標題           | 出品人                          | 首播日期       | UK收視人數 （百萬） |
| --- | -------------- | ------------------------------- | -------------- | ------------------- |
| - | 预告片         | N/A                             | 2017年9月27日  | N/A                 |
| 一段5分钟的预告片，介绍即将到来的海洋深处的故事 |                |                                 |                |                     |
| 1 | 同一片海洋     | 強納森·史密斯（Jonathan Smith） | 2017年10月29日 | 14.01               |
| 海洋廣闊無際，許多美麗生物穿梭其中：紅海的寬吻海豚會尋找特定種類的珊瑚並用身體與其刮擦；豬齒魚透過將貝類擲向硬珊瑚破壞外殼以取得其中的貝肉；印度洋的珍鰺魚群在環礁狩獵燕鷗雛鳥；一隻雌性金黃突額隆頭魚正逐漸性轉變為雄性；紐西蘭的偽虎鯨與一群寬吻海豚共游；挪威的虎鯨與座頭鯨正在享用龐大的鯡魚群；北極地區的海象嘗試在僅存的海冰上休息與繁衍，避開其他海象以及北極熊。                               |                |                                 |                |                     |
| 2 | 深海           | Orla Doherty                    | 2017年11月5日  | 13.97               |
| 深海是這個地球上最嚴苛的環境之一，然而南極洲的深海卻棲息有多樣且獨特的生物。在其他海洋中的深處，可以見到巨大的被囊動物亞門–火體蟲、劍旗魚、草莓魷魚、大鰭後肛魚、美洲大赤魷等；潛入更深的海中，則可見到鮟鱇魚及角高體金眼鯛；在最深處的海底，一具抹香鯨的殘骸吸引了許多食腐動物上前，也看到了居住在阿氏偕老同穴內的蝦子、墨西哥灣的鹽水池及馬里亞納海溝中的生命。                                      |                |                                 |                |                     |
| 3 | 珊瑚礁         | 強納森·史密斯                   | 2017年11月12日 | 13.45               |
| 珊瑚礁是由珊瑚蟲所形成的結構，並且為許多生物的棲息地。在這裡白斑烏賊正在尋找獵物；鰓棘鱸與章魚合作進行狩獵；婆羅洲的綠蠵龜正透過刺尾鯛科與䲁科的魚類來清除身上的藻類以及死皮；一群寬吻海豚正在玩耍；博比特蟲潛伏在礁區的沙中；鞍斑雙鋸魚以椰子殼為巢穴並產卵在其上；法屬玻里尼西亞的一群革鱗鮨正進入繁殖期。                                                                                           |                |                                 |                |                     |
| 4 | 深蓝           | John Ruthven                    | 2017年11月19日 | 13.11               |
| 在大海中生存著一群意志最堅強的動物。一大群的飛旋海豚正與黃鰭鮪、旗魚、蝠鱝一同追擊燈籠魚群；抹香鯨母子對之間的交流；大青鯊與大白鯊一同啃食鯨屍；僧帽水母隨著海流漂浮並以捕捉到的小魚為食；鯨鯊在加拉巴哥群島進行繁衍；一頭雌性短肢領航鯨正陪伴在她因塑膠而死的幼仔身旁。 |                |                                 |                |                     |
| 5 | 绿色海洋       | Kathryn Jeffs                   | 2017年11月26日 | 12.62               |
| 綠色海洋為海洋中生態最豐富的地方。在海藻林中，一隻普通章魚正透過躲藏在貝殼中來躲避帶紋長鬚貓鯊的攻擊；加利福尼亞州的海獺以海膽為食；美國紅雀魚試圖將任何會和牠們搶食藻類的動物趕走；澳洲一群正在牧食海草的綠蠵龜遭到鼬鯊入侵；蜘蛛蟹、傘膜烏賊及草海龍生活於同一海域；澳洲北部紅樹林根部附近水域的斑琴蝦蛄以小魚為食，並將獵物獻給牠的配偶；海豚、海獅與座頭鯨集結於蒙特利灣並對當地的鯷魚群展開狩獵。 |                |                                 |                |                     |
| 6 | 海岸           | Miles Barton                    | 2017年12月3日  | 11.45               |
| 上千隻的欖蠵龜來到岸上進行產卵；加拉帕戈海獅在岸邊的淺灣捕捉黃鰭鮪；潮池中充滿了以帽貝、雙殼綱為食的海星、海葵及喉盤魚；在巴西，紅石蟹正嘗試逃離鯙魚與章魚的攻擊；抓到魚的海鸚必須防範賊鷗的襲擊；一群國王企鵝正準備穿越一大群的南象鼻海豹；一大群的薔薇真鯊與黑邊鰭真鯊聚集在美國佛羅里達州的棕櫚灘。                                                                                                 |                |                                 |                |                     |
| 7 | 我们的蓝色星球 | Orla Doherty, Will Ridgeon      | 2017年12月10日 | 11.91               |
| 分析人类活动对海洋的影响。微塑料和海洋污染是全世界的海洋日益严重的问题，威胁着海洋生物的生命，最终影响到整个生态系统。人类可以逆转污染海洋的行为，来保护海洋和栖息在其中的野生动物吗？ |                |                                 |                |                     |
| - | 海洋的奇迹     | N/A                             | 2018年1月1日   | N/A                 |
| 一部长90分钟的汇编剧集，展示了全世界海洋的奇迹，并拍摄了一些以前从未见过的不寻常的动物行为。 |                |                                 |                |                     |

## 反响

### 奖项或提名
| 年份 | 奖项                 | 类型         | 被提名者                       | 结果 | 参见                 |
| ---- | -------------------- | ------------ | ------------------------------ | ---- | -------------------- |
| 2018 | 第23届英国国家电视奖 | 最佳影响力奖 | 蓝色星球2 & David Attenborough | 獲獎 | [ 51 ] [ 52 ] [ 53 ] |

## 推广

### DVD和蓝光光盘
该系列片作为一款三碟DVD套装、2017年11月27日发布的标准蓝光套装 以及六碟4K超高蓝光+蓝光套装 于2018年1月15日由英國廣播公司商業分支分发。
在美国和加拿大，DVD，、蓝光光盘 和4K UHD 蓝光光盘 套装将于2018年3月6日发布，并由英国广播公司商业分支分发。

### 图书
James Honeyborne 和Mark Brownlow编写了一本精装书，由戴维·阿滕伯勒撰写前言。它由BBC Books出版（ISBN 978-1849909679）。 该书于2017年10月19日在英国发布，2018年1月1日在美国发布。

### 開放大學海报
开放大学OpenLearn网站提供免费海报。

## 电影原声带
该系列片中的乐谱和歌曲由漢斯·季默，Jacob Shea和David Fleming为Bleeding Fingers Music创作。数字配乐于2017年10月29日发布，而实体光盘于2017年12月1日在英国上市。